# Stazione di Bregenz
La stazione di Bregenz è una stazione ferroviaria austriaca posta sulla linea del Vorarlberg, a servizio della città di Bregenz.
In passato era anche punto d'origine della linea a scartamento ridotto per Bezau.